# British Rail Class 360
British Rail Class 360 (Siemens Desiro Class 360) — тип электропоездов класса Desiro UK, семейства Desiro, производившихся компанией Siemens Transportation Systems в период с 2002 по 2008 годы, планировавшийся к эксплуатации на территории Великобритании.

## Модификации

### Desiro 360/1
Для замены устаревшего подвижного состава компании ONE Great Eastern в 2002 году был заказан 21 состав нового типа, каждый поезд состоял из 4 вагонов. Покупка была совершена через лизинговую компанию Angel Trains ltd. В составе предполагается двухклассная компоновка с 16 местами первого класса и 264 местами второго класса. Имеется 1 санузел на состав. В эксплуатации поезда находятся с 2003 года. Электропоезд рассчитан на максимальную скорость в 160 км/ч. В 2020—2021 годах поезда были переданы другому эксплуатанту — East Midlands Railway, при этом составы прошли сертификацию на использовании при скоростях до 180 км/ч.

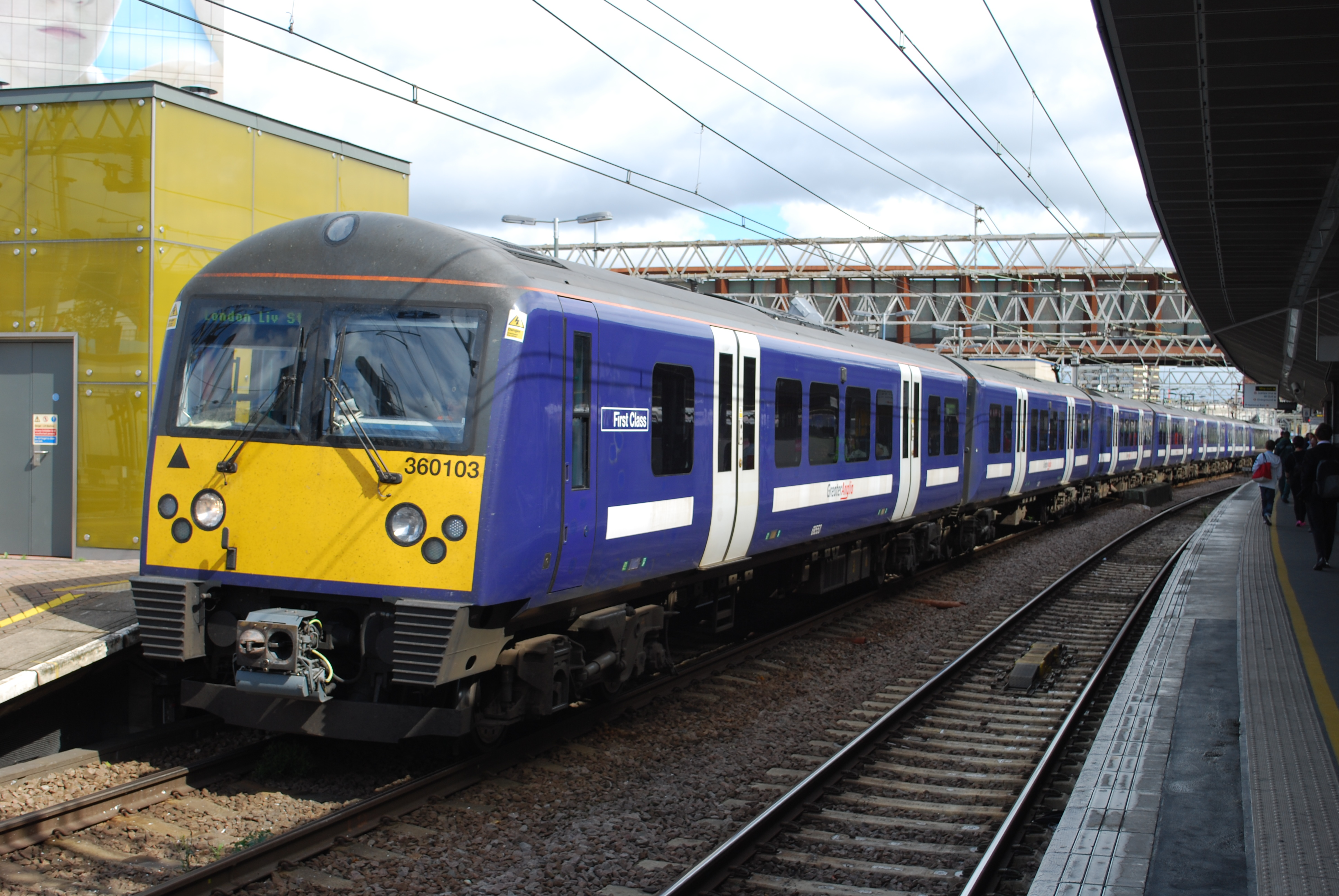

Нумерация составов: 360101-360121.

### Desiro 360/2
В 2004 году началось производство модифицированного электропоезда для компании Heathrow Airport Limited, с целью использования в качестве аэроэкспресса, соединяющего аэропорты Хитроу с Лондоном. Составы были произведены на заводе компании в Юрдингене (Германия). Первоначальный заказ состоял из четырёх 4-вагонных поездов. В 2007 году они были модифицированы в 5-вагонные, также был произведен дополнительный состав. Для соответствия условиям эксплуатации в поездах увеличена багажная зона, предусмотрена система аудио-визуального информирования. Поезда используются с 2005 года. В 2010 году они удостоились награды «Серебряный гаечный ключ» профильного журнала «Modern Railways» в своей категории. 

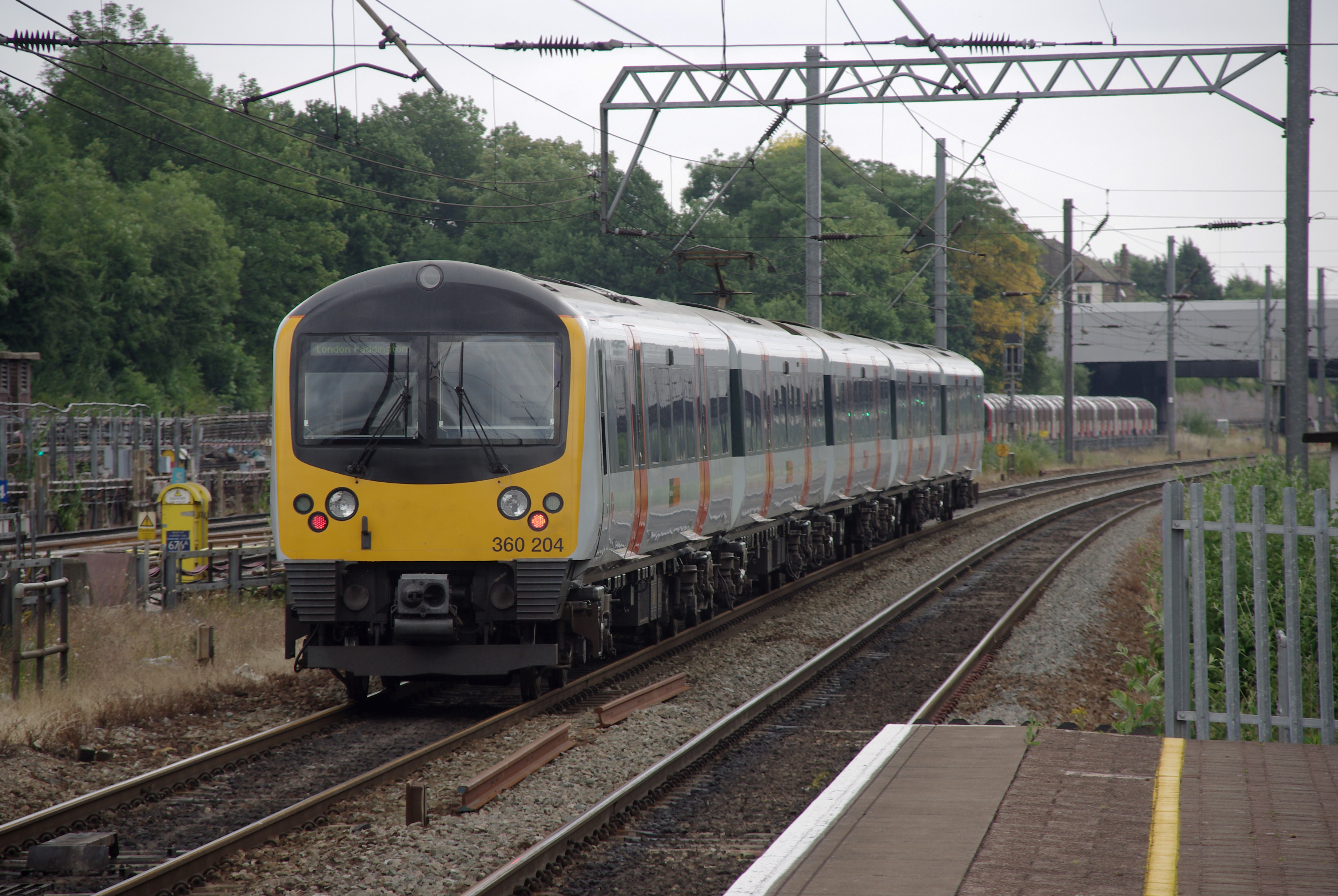

Нумерация составов: 360201-360204 — изначально 4-вагонные, 360205 — изначально 5-вагонный.

### Airport Rail Link
По заказу железных дорог Таиланда были произведены в 2007 году два подвида составов, взявших за основу вид Desiro 360/2, отличающиеся внутренним исполнением, более мощной системой кондиционирования и окраской. Предполагалось использование поездов на одной линии в разных режимах. Эксплуатируются с 2009 года.

### Express
Всего произведено четыре 4-вагонных состава. Планировалось, что поезда будут работать в режиме аэроэкспресса. Для этого они были оборудованы 164 сидячими местами, 6 с откидывающимися сиденьями, одним местом для маломобильных пассажиров и одним санузлом.

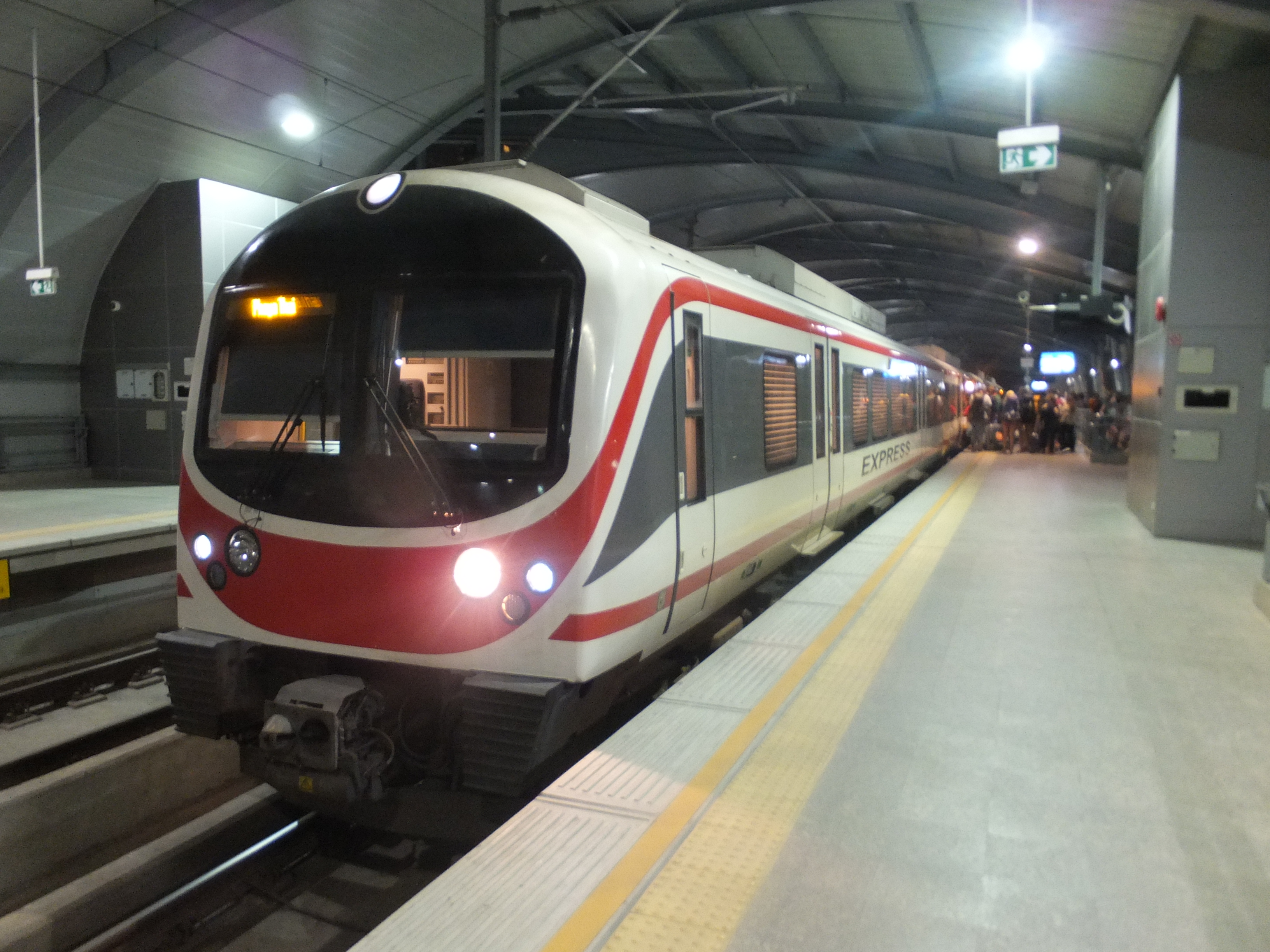
Airport Rail Link Express
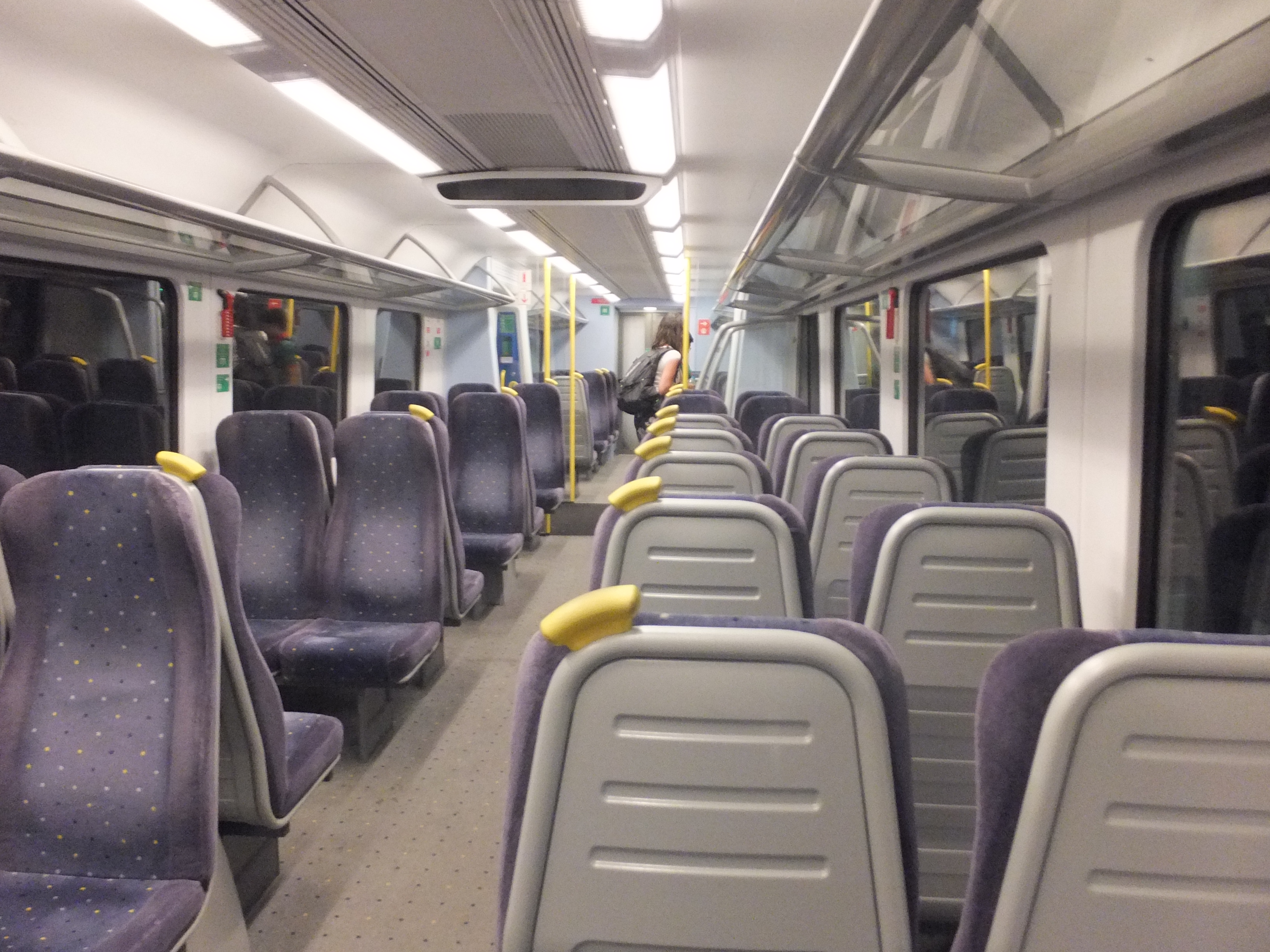
Airport Rail Link Express

Нумерация вагонов: 1012-1014-1013-1011, 1022-1024-1023-1021, 1032-1034-1033-1031, 1042-1044-1043-1041.

### City Line
Было произведено пять 3-вагонных составов. В них предусмотрено по 150 сидячих мест, а также по 595 стоячих мест в каждом.

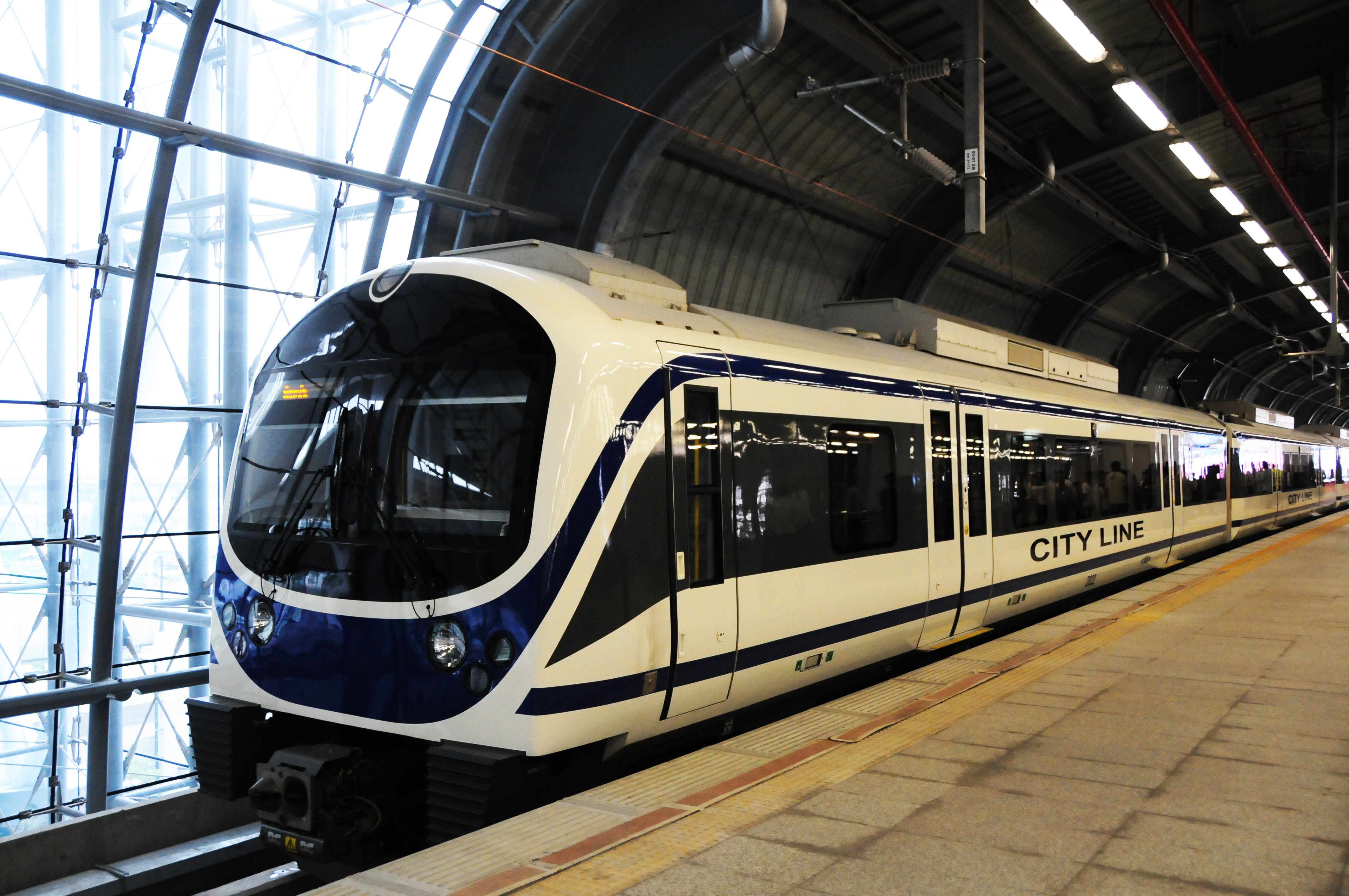
Airport Rail Link City Line
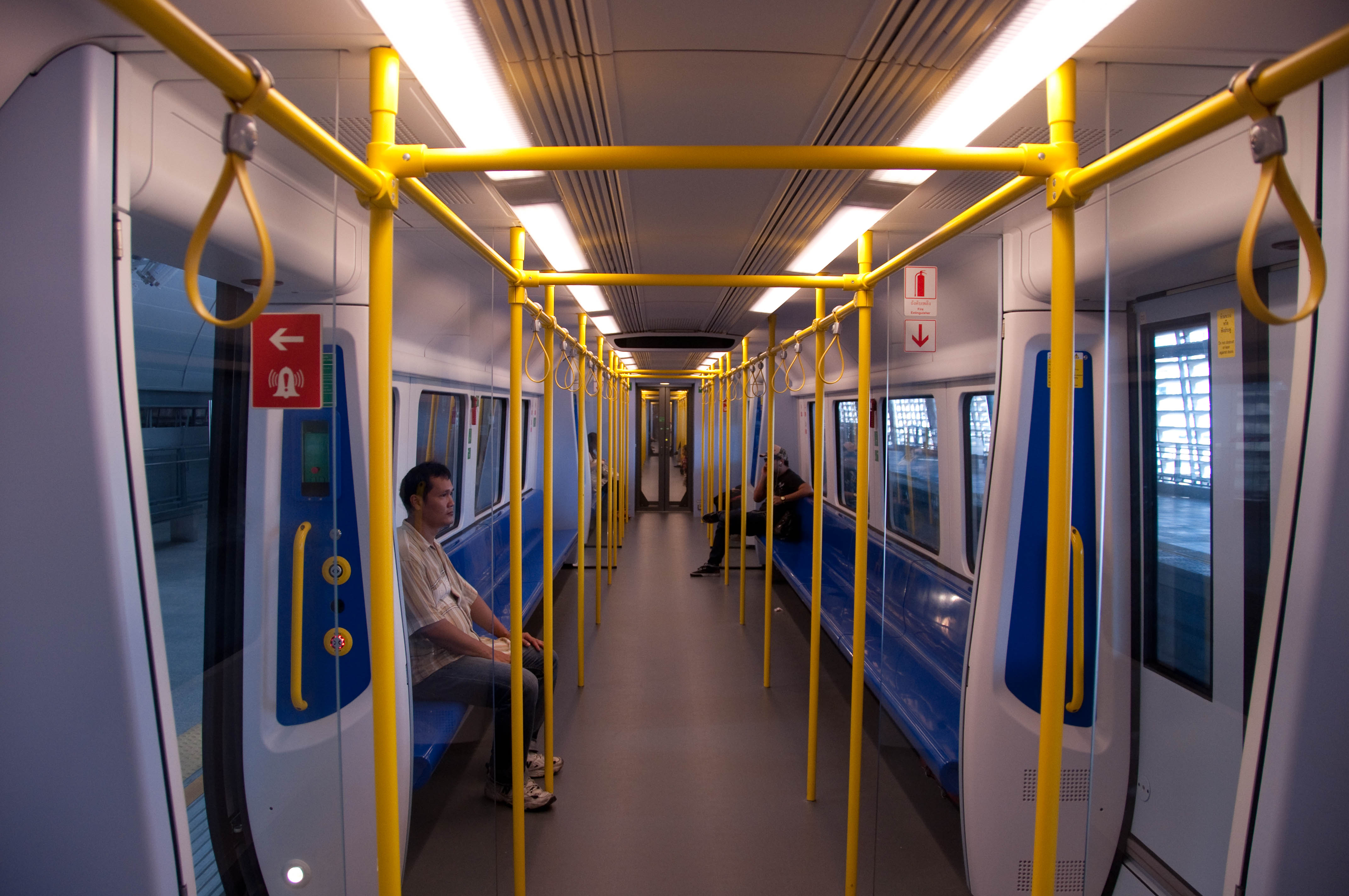
Airport Rail Link City Line

Нумерация вагонов: 2012-2013-2011, 2022-2023-2021, 2032-2033-2031, 2042-2043-2041, 2052-2053-2051.